# 希克曼荒漠
希克曼荒漠（阿拉伯语：‎，羅馬化：Barr al-Ḥikmān）是拜尔希克曼半岛（阿拉伯语：‎，羅馬化：Shibh Jazīrat Barr al-Ḥikmān）上的平原荒漠，位于阿曼中部省东北部，北接沃希拜沙漠，东临马西拉海峡，南临哈德里海，西南濒临哈希什湾（阿拉伯语：‎，羅馬化：Ghubbat Ḥashīsh），西北以哈勒費因乾河（阿拉伯语：‎，羅馬化：Wādī Ḥalfayn）下游为界。希克曼荒漠得名于当地的希克曼部落，其部落民主要住在穆侯特（阿拉伯语：‎，羅馬化：Muḥūt）。
希克曼荒漠大部分是无人区，沿海的盐沼、潟湖等湿地环境为野生动植物提供了庇护。2023年10月25日，希克曼荒漠以中部省湿地保护区（英語：Wetlands Reserve in Al Wusta Governorate）之名成为《湿地公约》国际重要湿地。